# Wasserturm von Vukovar
Der Wasserturm von Vukovar (kroatisch Vukovarski vodotoranj) steht am Stadtrand von Vukovar in Kroatien und ist ein Mahnmal des Kroatienkrieges.

## Geschichte

### Bau
Mit dem Bau des 50,33 Meter hohen Wasserturms wurde 1963 begonnen. Bei der Fertigstellung 1968 gehörte er, mit einem Reservoirvolumen von 2.200 Kubikmetern, zu den größten seiner Art in Europa und er stellte das höchste Bauwerk in Slawonien dar. Er steht am Stadtrand von Vukovar nahe der Donau und beherbergte ursprünglich auch ein Restaurant, das bis 1970 in Betrieb war.

### Zerstörung im Krieg
Zu Beginn des Kroatienkrieges wurde der Turm 1991 in der Schlacht um Vukovar durch Artilleriebeschuss der Jugoslawischen Volksarmee massiv zerstört; es wurden 640 Einschüsse gezählt. Seitdem blieb der Turm unverändert als Mahnmal stehen.

### Konservierung
Um einen Zerfall und einen eventuellen Einsturz des Turmes zu verhindern, begann man im Jahre 2016 Geld für die Erhaltung zu sammeln. Im Jahr 2017 starteten die architektonische Sicherung und konservatorische Aufarbeitung der Turmruine mit anschließender Nutzung als Museum mit einem angeschlossenen Restaurant. Die Spuren der Kriegszerstörungen und Einschusslöcher blieben dabei im Rahmen des Konservierungskonzeptes erhalten. Am 30. Oktober 2020 wurde der renovierte Turm feierlich eingeweiht. Der obere Teil des Wasserturms ist nun mit einem Lift erreichbar. Er erhielt einen Gedenkraum mit einer Ausstellung über den Krieg in Kroatien. Zusätzlich gibt es nun eine Aussichtsterrasse für 70 Menschen. Die Kosten der Neugestaltung beliefen sich auf 46.000.000 Kuna (ca. 6,1 Millionen Euro).
Am 10. März 2021 wurde der Wasserturm von Vukovar Mitglied der World Federation of Great Towers.

## Galerie

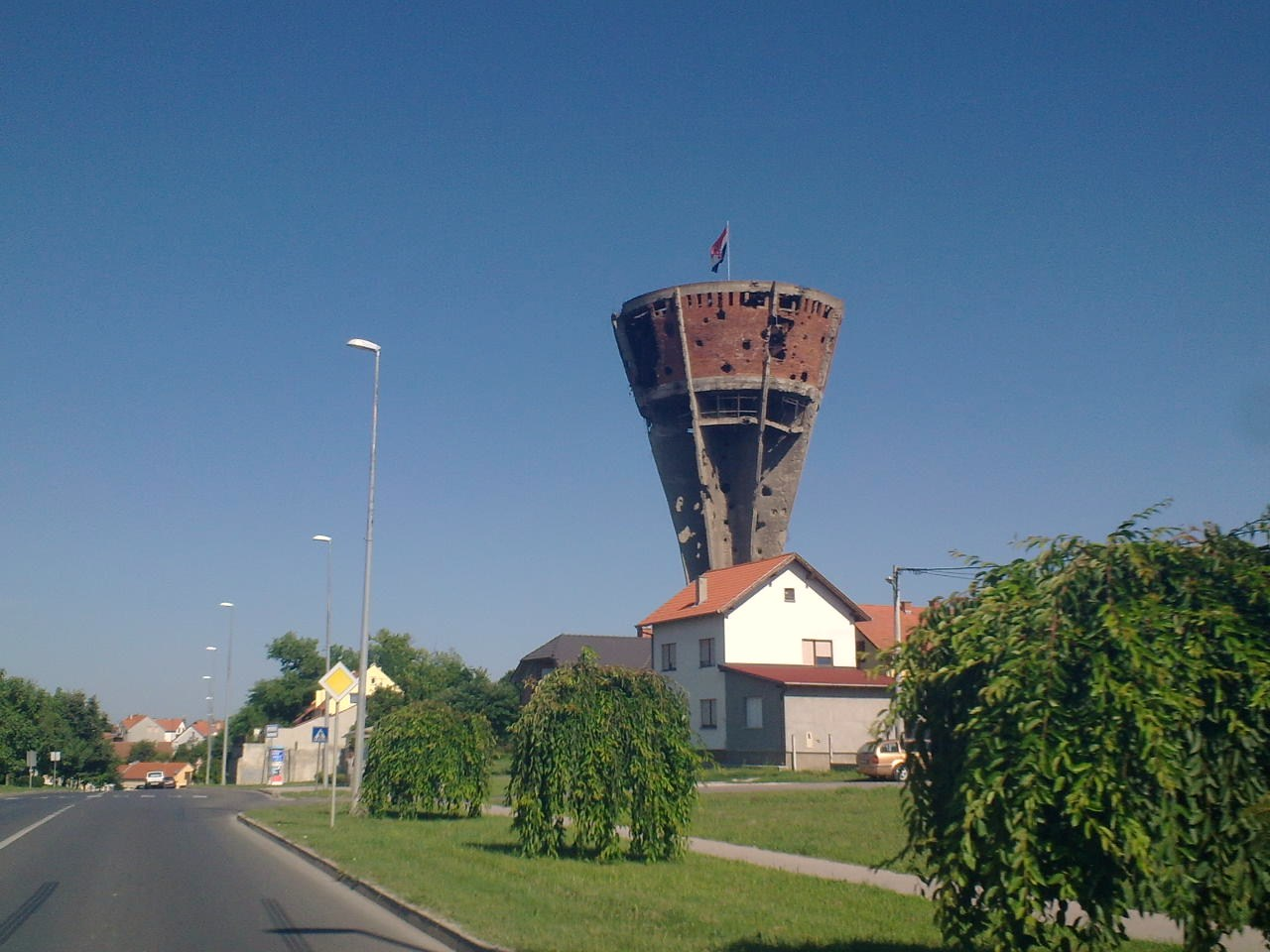
Vor der Konservierung, August 2010
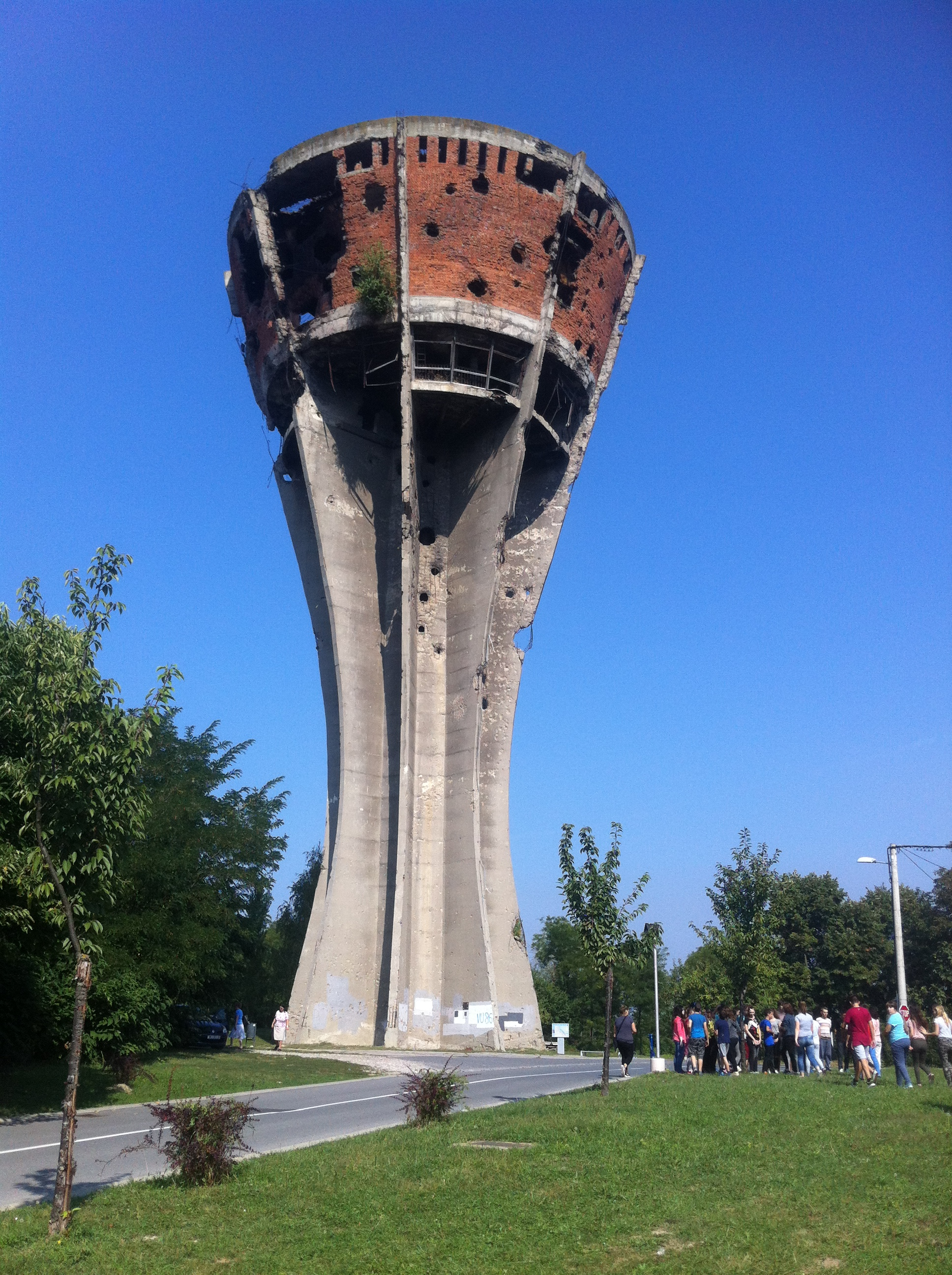
Vor dem Umbau (2016)
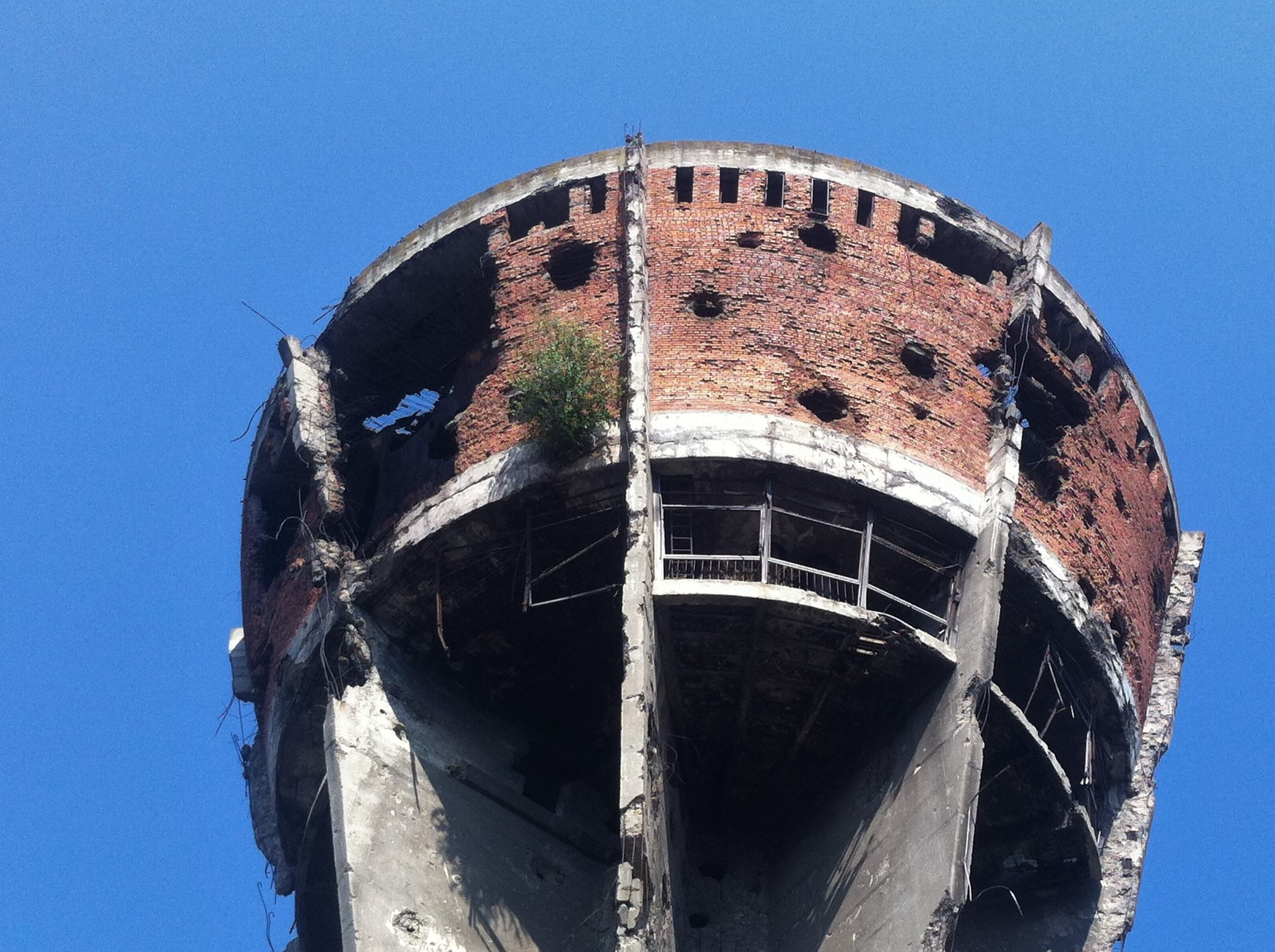
Zerstörte Turmspitze (2016)
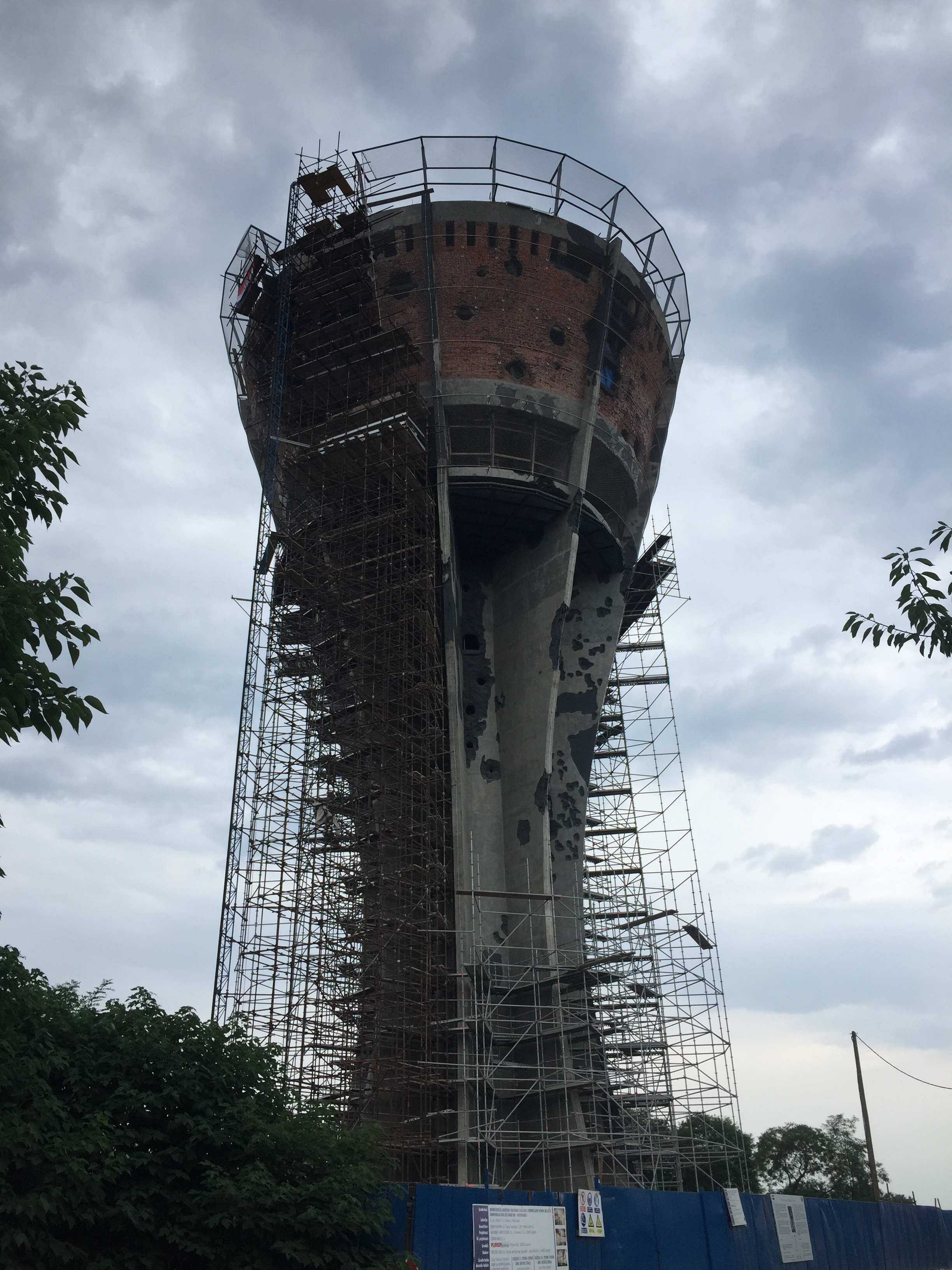
Im Umbau (2019)